# Ripalta Arpina
Ripalta Arpina (lombardul: Riultèla) település Olaszországban, Lombardia régióban, Cremona megyében. Lakosainak száma 1026 fő (2023. január 1.). Ripalta Arpina Castelleone, Gombito, Madignano, Montodine, Ripalta Cremasca, Bertonico és Ripalta Guerina községekkel határos.

## Népesség
A település lakossága az elmúlt években az alábbi módon változott:
| Lakosok száma | 1038 | 993  | 992  | 1026 |
|               | 2013 | 2017 | 2018 | 2023 |